# Coelichneumon magniscopa
Coelichneumon magniscopa là một loài tò vò trong họ Ichneumonidae.